# Fritz Siemens
Fritz Siemens (ur. 4 lutego 1849 w Erwitte, zm. 19 maja 1935 w Słupsku) – niemiecki lekarz psychiatra, dyrektor zakładu psychiatrycznego w Lęborku, tajny radca medyczny.

## Życiorys
Studiował na Uniwersytecie w Greifswaldzie i Uniwersytecie w Marburgu, tytuł doktora medycyny otrzymał w 1874. Po studiach pracował w poliklinice w Marburgu i jako asystent w klinice psychiatrycznej u Heinricha Cramera. W 1883 powołany na dyrektora prowincjalnego zakładu psychiatrycznego w Ueckermünde, w 1887 powołany na dyrektora nowo utworzonego zakładu psychiatrycznego w Lęborku (Lauenburgu). W 1914 roku przeszedł na emeryturę.

## Wybrane prace
- Die Errichtung eines biologischen Forschungsinstitutes über die körperlichen Grundlagen der Geisteskrankheiten. Allgemeine Zeitschrift für Psychiatrie 69 (1912): 725–31